# Agroecomyrmex duisburgi
Agroecomyrmex duisburgi (лат.) — ископаемый вид муравьёв, единственный в составе рода †Agroecomyrmex из подсемейства Agroecomyrmecinae (Formicidae). Балтийский янтарь.

## Описание
Длина около 5 мм. В усиках 12 члеников с 3-члениковой булавой. Глаза расположены ближе к задним углам головы, усиковые бороздки глубокие, кончик брюшка загнут вниз и вперёд, как у представителей родов Proceratium, Discothyrea (Proceratiinae) и Gnamptogenys (Ectatomminae). Заднегрудка с двумя проподеальными шипиками. Стебелёк состоит из двух члеников, петиоля и постпетиоля. Найдены в балтийском янтаре. Возраст находки около 40 млн лет (эоцен). Вид был впервые описан в 1868 году австрийским мирмекологом Густавом Майром под названием †Myrmica duisburgi  Mayr, 1868. В 1910 году американский мирмеколог Уильям Мортон Уилер выделил его в отдельный род †Agroecomyrmex Wheeler, 1910.
- Крылатая самка
- Рабочая особь, вид спереди
- Рабочая особь, вид сверху